# MB86900
Az MB86900 egy mikroprocesszor csipkészlet, amely a SPARC V7 utasításkészlet-architektúrát implementálja, annak első megvalósítása, kifejlesztője a Sun Microsystems. Ez volt a SPARC architektúra első fizikai megvalósítása és az első SPARC-alapú munkaállomásokban használták fel, a Sun Microsystems Sun-4 munkaállomás modelljeiben. A csipkészlet 16,67 MHz-es órajelen működött. A csipkészletet két csip alkotja: a MB86900 mikroprocesszor és a MB86910 lebegőpontos egység. A csipkészlet két 20 000 kapus 1,2 µm-es csíkszélességű komplementer fém-oxid félvezető (CMOS) kaputömb formájában készült, a Fujitsu Limited gyártotta.

## Fordítás
Ez a szócikk részben vagy egészben  a   MB86900 című angol Wikipédia-szócikk ezen változatának fordításán alapul.  Az eredeti cikk szerkesztőit annak laptörténete sorolja fel. Ez a jelzés csupán a megfogalmazás eredetét és a szerzői jogokat jelzi, nem szolgál a cikkben szereplő információk forrásmegjelöléseként.